# Étrurie padane

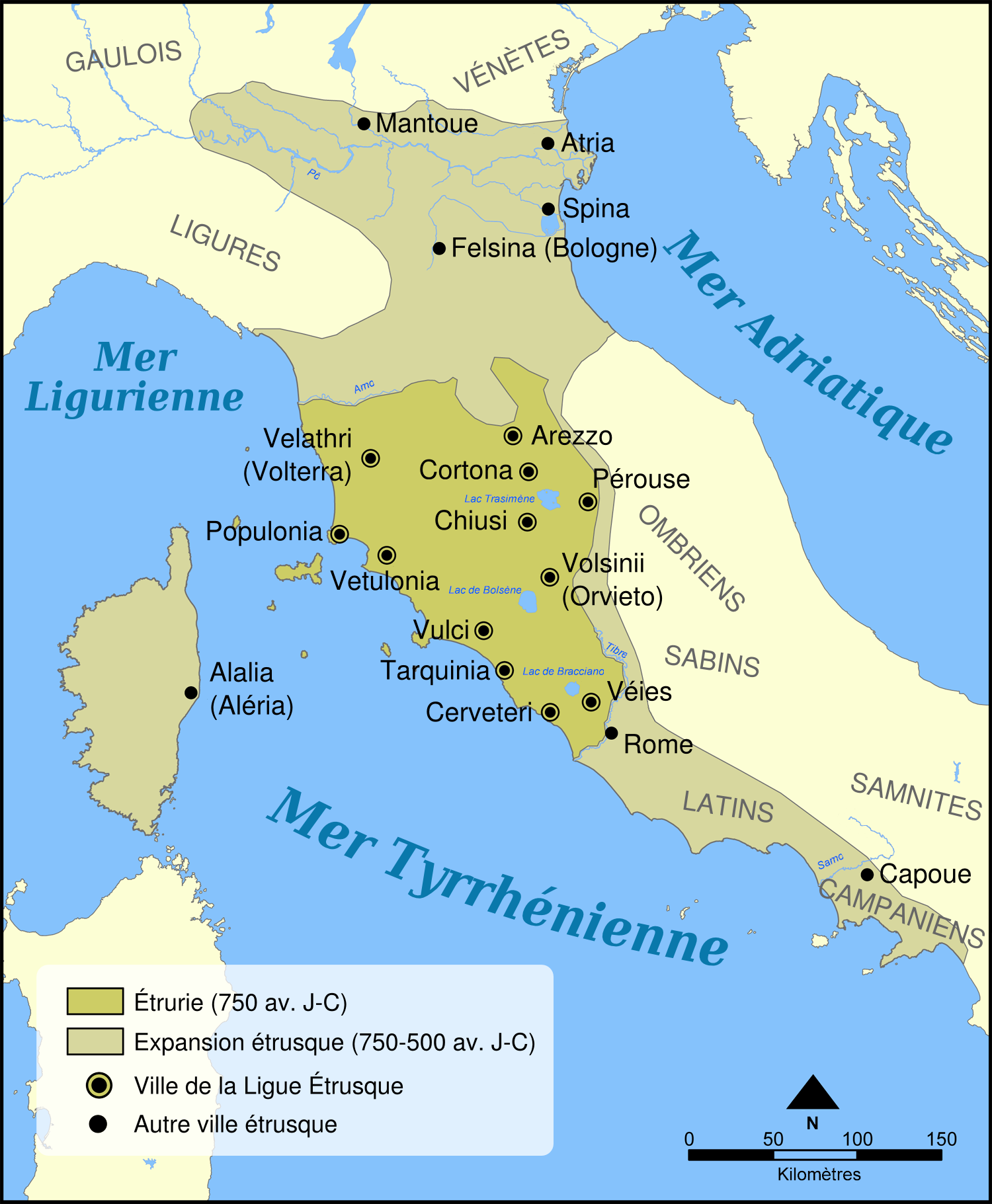
Carte des expansions étrusques.

Étrurie padane est une dénomination moderne afin de définir pour une meilleure compréhension les zones archéologiques principales de la civilisation étrusque : Étrurie méridionale, padane et de Campanie. Cette zone correspond à la Plaine padane (Émilie-Romagne, plaine du Pô).

## Description
L’Étrurie padane est la conséquence de l'expansion des Étrusques à partir du VIe siècle av. J.-C. vers le nord au-delà des Apennins. 
Dans la plaine padane l'expansion aboutit à la fondation d'une dodécapole étrusque, confédération de douze villes analogue à celle existante en Étrurie méridionale.
Cette expansion a dû être probablement assez facile compte tenu de la différence d'équipements militaires entre les Étrusques et des populations certainement moins évoluées et organisées.
Le principal centre Felsina, l'actuelle Bologne, a atteint son apogée au cours du Ve siècle av. J.-C. Les trouvailles archéologiques provenant de la zone concernent exclusivement des sites de tombes surtout « à fosse » situées majoritairement à l'ouest du centre habité.
La région était caractérisée par l'intensité des échanges commerciaux, les Étrusques ayant exporté vers l'Europe centrale et septentrionale des produits artisanaux (buccheri, vases, objets en fer) et agricoles (surtout du vin).
La position de Felsina était stratégique, car elle se trouvait sur les voies d'échanges commerciaux avec Spina, située sur la côte adriatique et qui était un emporium étrusque important entretenant des relations commerciales assidues avec les Grecs. 
À partir des premières décennies du IVe siècle av. J.-C., l'arrivée massive des populations celtes provoqua une profonde transformation de la civilisation étrusque qui se concentra dans quelques villes comme Spina et Mantoue. Les dernières manifestations de la civilisation étrusque dans la vallée du Pô disparaissent définitivement avec le processus de la romanisation au cours du IIe siècle av. J.-C.
Les pièces archéologiques les plus importantes sont exposées au Museo Civico Archeologico di Bologna, parmi lesquels se trouve une situle provenant de la nécropole de la Certosa remontant vers 475 av. J.-C., obtenue à partir d'une feuille de bronze avec des décorations embossées représentant des scènes de parade militaire, de culte et de vie quotidienne. 
D'autres centres importants étaient Misano, situé dans la vallée du fleuve Reno près de l'actuel Marzabotto, et Spina sur la côte adriatique où dans la première moitié du XXe siècle ont été découvertes des nécropoles de milliers de tombes.
Construite sur un grand canal dévié artificiellement du Pô, Spina est la démonstration de la grande compétence étrusque dans l'ingénierie et l'hydraulique, capable de relier une ville à la mer sur une distance d'environ 15 km, en régularisant le cours du fleuve par dérivation du cours de la Sagis et en prévoyant un canal d'accès au port, vers Spina et Adria, avec forçage du courant et digue brise-lames. 
Les pièces archéologiques trouvées dans les tombes de Spina sont conservées au Museo Archeologico Nazionale di Ferrara.

## Principaux centres
- Felsina
- Spina
- Misano
- Adria
- Mantoue
- Rubiera
- Ravenne
- Verucchio
- Melpum
- Plaisance
- Cesena
- Modène
- Forcello di Bagnolo San Vito